# Dat heb jij gedaan
Dat heb jij gedaan is een nummer geschreven en geproduceerd door singer-songwriter MEAU. Het werd in 2021 als single uitgebracht en stond in 2023 als zesde track op het album 22.

## Lied
MEAU schreef het lied tijdens de lockdown vanwege de coronapandemie. Het lied gaat over een toxische relatie waar ze zich voorheen in bevond. Ze zag er zelf geen single in. Ze schreef het eigenlijk in twee fasen. Ze dacht al eerder dat het lied wel klaar was, maar miste nog iets. Inspiratie opgedaan vanuit Happier Than Ever van Billie Eilish leidde naar het eindresultaat. Het liedje werd op 10 september 2021 toch als zodanig uitgebracht op het platenlabel Excited About Music. De gedachte dat andere mensen hetzelfde probleem probeerden te verwerken, gaf de doorslag. Ze kreeg daarop reacties van mensen die in relaties te maken kregen met problemen op het gebied van alcoholproblemen, misbruik en ook pesten.
De officiële videoclip werd gelijktijdig uitgebracht met de single. De single heeft in Nederland de driedubbele platina status.

## Ontvangst
Op 19 november 2021 was Dat heb jij gedaan al ruim 3 miljoen keer gestreamd op Spotify en kwam het dezelfde dag nieuw binnen in de Nederlandse Top 40. Ook werd het nummer in dezelfde week uitgeroepen tot Alarmschijf, 3FM Megahit, en NPO Radio 2 TopSong.

## Hitnoteringen

### Nederlandse Top 40
| Hitnotering: 20-11-2021 t/m heden | Hitnotering: 20-11-2021 t/m heden | Hitnotering: 20-11-2021 t/m heden | Hitnotering: 20-11-2021 t/m heden | Hitnotering: 20-11-2021 t/m heden | Hitnotering: 20-11-2021 t/m heden | Hitnotering: 20-11-2021 t/m heden | Hitnotering: 20-11-2021 t/m heden | Hitnotering: 20-11-2021 t/m heden | Hitnotering: 20-11-2021 t/m heden | Hitnotering: 20-11-2021 t/m heden | Hitnotering: 20-11-2021 t/m heden | Hitnotering: 20-11-2021 t/m heden | Hitnotering: 20-11-2021 t/m heden | Hitnotering: 20-11-2021 t/m heden | Hitnotering: 20-11-2021 t/m heden | Hitnotering: 20-11-2021 t/m heden | Hitnotering: 20-11-2021 t/m heden | Hitnotering: 20-11-2021 t/m heden | Hitnotering: 20-11-2021 t/m heden | Hitnotering: 20-11-2021 t/m heden |
| Week:                             | 1                                 | 2                                 | 3                                 | 4                                 | 5                                 | 6                                 | 7                                 | 8                                 | 9                                 | 10                                | 11                                | 12                                | 13                                | 14                                | 15                                | 16                                | 17                                | 18                                | 19                                | 20                                |
| --------------------------------- | --------------------------------- | --------------------------------- | --------------------------------- | --------------------------------- | --------------------------------- | --------------------------------- | --------------------------------- | --------------------------------- | --------------------------------- | --------------------------------- | --------------------------------- | --------------------------------- | --------------------------------- | --------------------------------- | --------------------------------- | --------------------------------- | --------------------------------- | --------------------------------- | --------------------------------- | --------------------------------- |
| Positie:                          | 27                                | 15                                | 7                                 | 3                                 | 2                                 | 2                                 | 1                                 | 1                                 | 1                                 | 1                                 | 1                                 | 1                                 | 1                                 | 1                                 | 2                                 | 2                                 | 4                                 | 7                                 | 10                                | 12                                |
| Week:                             | 21                                | 22                                | 23                                | 24                                |                                   |                                   |                                   |                                   |                                   |                                   |                                   |                                   |                                   |                                   |                                   |                                   |                                   |                                   |                                   |                                   |
| Positie:                          | 16                                | 24                                | 32                                | 34                                | uit                               |                                   |                                   |                                   |                                   |                                   |                                   |                                   |                                   |                                   |                                   |                                   |                                   |                                   |                                   |                                   |

### NederlandseSingle Top 100
| Hitnotering: 16-10-2021 tot heden | Hitnotering: 16-10-2021 tot heden | Hitnotering: 16-10-2021 tot heden | Hitnotering: 16-10-2021 tot heden | Hitnotering: 16-10-2021 tot heden | Hitnotering: 16-10-2021 tot heden | Hitnotering: 16-10-2021 tot heden | Hitnotering: 16-10-2021 tot heden | Hitnotering: 16-10-2021 tot heden | Hitnotering: 16-10-2021 tot heden | Hitnotering: 16-10-2021 tot heden | Hitnotering: 16-10-2021 tot heden | Hitnotering: 16-10-2021 tot heden | Hitnotering: 16-10-2021 tot heden | Hitnotering: 16-10-2021 tot heden | Hitnotering: 16-10-2021 tot heden | Hitnotering: 16-10-2021 tot heden | Hitnotering: 16-10-2021 tot heden | Hitnotering: 16-10-2021 tot heden | Hitnotering: 16-10-2021 tot heden | Hitnotering: 16-10-2021 tot heden |
| Week:                             | 1                                 | 2                                 | 3                                 | 4                                 | 5                                 | 6                                 | 7                                 | 8                                 | 9                                 | 10                                | 11                                | 12                                | 13                                | 14                                | 15                                | 16                                | 17                                | 18                                | 19                                | 20                                |
| --------------------------------- | --------------------------------- | --------------------------------- | --------------------------------- | --------------------------------- | --------------------------------- | --------------------------------- | --------------------------------- | --------------------------------- | --------------------------------- | --------------------------------- | --------------------------------- | --------------------------------- | --------------------------------- | --------------------------------- | --------------------------------- | --------------------------------- | --------------------------------- | --------------------------------- | --------------------------------- | --------------------------------- |
| Positie:                          | 99                                | 99                                | 96                                | 55                                | 42                                | 22                                | 10                                | 3                                 | 1                                 | 2                                 | 3                                 | 8                                 | 1                                 | 1                                 | 2                                 | 2                                 | 3                                 | 2                                 | 3                                 | 3                                 |
| Week:                             | 21                                | 22                                | 23                                | 24                                | 25                                | 26                                | 27                                | 28                                | 29                                | 30                                | 31                                | 32                                | 33                                |                                   |                                   |                                   |                                   |                                   |                                   |                                   |
| Positie:                          | 2                                 | 5                                 | 6                                 | 7                                 | 7                                 | 7                                 | 10                                | 13                                | 15                                | 10                                | 19                                | 42                                | 44                                |                                   |                                   |                                   |                                   |                                   |                                   |                                   |

### Ultratop 50 Vlaanderen
| Hitnotering: 11-12-2021 tot heden | Hitnotering: 11-12-2021 tot heden | Hitnotering: 11-12-2021 tot heden | Hitnotering: 11-12-2021 tot heden | Hitnotering: 11-12-2021 tot heden | Hitnotering: 11-12-2021 tot heden | Hitnotering: 11-12-2021 tot heden | Hitnotering: 11-12-2021 tot heden | Hitnotering: 11-12-2021 tot heden | Hitnotering: 11-12-2021 tot heden | Hitnotering: 11-12-2021 tot heden | Hitnotering: 11-12-2021 tot heden | Hitnotering: 11-12-2021 tot heden | Hitnotering: 11-12-2021 tot heden | Hitnotering: 11-12-2021 tot heden | Hitnotering: 11-12-2021 tot heden | Hitnotering: 11-12-2021 tot heden | Hitnotering: 11-12-2021 tot heden | Hitnotering: 11-12-2021 tot heden | Hitnotering: 11-12-2021 tot heden | Hitnotering: 11-12-2021 tot heden |
| Week:                             | 1                                 | 2                                 | 3                                 | 4                                 | 5                                 | 6                                 | 7                                 | 8                                 | 9                                 | 10                                | 11                                | 12                                | 13                                | 14                                | 15                                | 16                                | 17                                | 18                                | 19                                | 20                                |
| --------------------------------- | --------------------------------- | --------------------------------- | --------------------------------- | --------------------------------- | --------------------------------- | --------------------------------- | --------------------------------- | --------------------------------- | --------------------------------- | --------------------------------- | --------------------------------- | --------------------------------- | --------------------------------- | --------------------------------- | --------------------------------- | --------------------------------- | --------------------------------- | --------------------------------- | --------------------------------- | --------------------------------- |
| Positie:                          | 33                                | 14                                | 10                                | 5                                 | 6                                 | 2                                 | 2                                 | 1                                 | 1                                 | 1                                 | 1                                 | 1                                 | 2                                 | 2                                 | 9                                 | 2                                 | 14                                | 12                                | 10                                | 27                                |
| Week:                             | 21                                | 22                                | 23                                | 24                                |                                   |                                   |                                   |                                   |                                   |                                   |                                   |                                   |                                   |                                   |                                   |                                   |                                   |                                   |                                   |                                   |
| Positie:                          | 20                                | 16                                | 17                                | 35                                | uit                               |                                   |                                   |                                   |                                   |                                   |                                   |                                   |                                   |                                   |                                   |                                   |                                   |                                   |                                   |                                   |

### NPO Radio 2 Top 2000
| Nummer met noteringen in de NPO Radio 2 Top 2000 | '21  | '22 | '23 | '24 |
| ------------------------------------------------ | ---- | --- | --- | --- |
| Dat heb jij gedaan                               | 1298 | 210 | 313 | 377 |

1. ↑  Een vetgedrukt getal geeft de hoogste notering aan.
2. ↑  2021 was het eerste jaar met een notering voor dit nummer.